# エイトボール

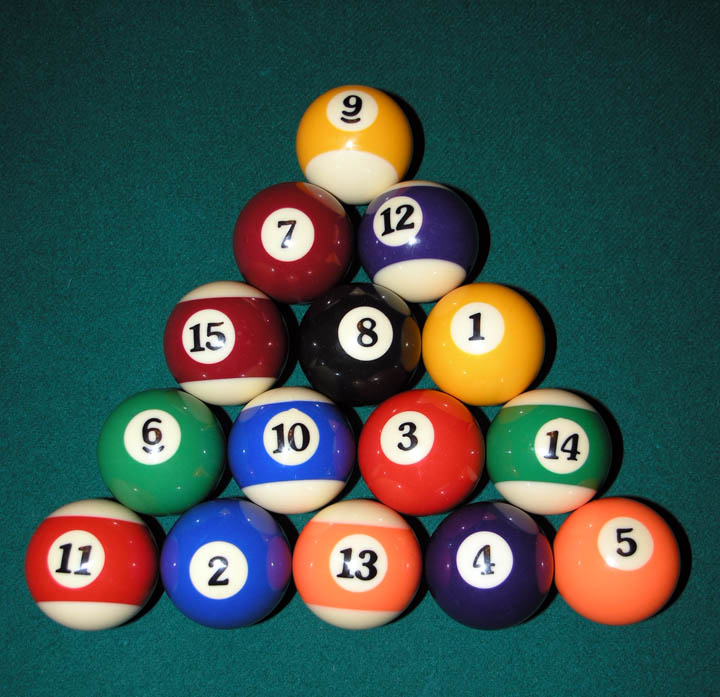
初期配置の例

エイトボールは、ビリヤードの遊び方の一つ。プールビリヤード(単にプールとも)（Pool）とも呼ばれる。または、ブラックボール（Blackball）とも呼ばれ、二種類のルールがあり日本でイングリッシュ８と呼ばれる方式は国際ルールで行われる。

## ルール
- 的玉は1番から15番までを使う。初期位置は、ラックの外周にソリッドボールとストライプボールが交互に並ぶように置き、8番を中央、残りの2つは8番の下2箇所に置く。尚、ラックの頂点にくるボールはソリッドボールとストライプボールのどちらでもよい。
- 2人のプレイヤーが、一方は数字の小さい方（1番から7番のソリッドボール、即ち一色に塗られたボール）を、もう一方は数字の大きい方（9番から15番のストライプボール、即ち一周する線が描かれたボール）を自らが狙う的球と決め、ポケットに落としていく。ナインボールとは異なり、番号順に狙う必要は無い。
- 通常、コールショットでプレイする。コールショットとは、的球を落とすポケットをショットする前に宣言することである。
- 相手の的玉をポケットに落としてしまってもファールにはならない。
- 自らの的球が全て無くなってから8番ボールをコールショットで落とす（指定したポケットに落とす）事で勝ちとする、この時、手玉が落ちたり、指定した以外のポケットに落とすと負けとなる。
- 国内NBAルール、海外WPAルールにおいてブレイクショットで8番ボールを落とした場合は勝ちとならず、「フットスポットへ戻す」あるいは「ラックを再度組み直し、ブレイクショットをやり直す」といういずれかを選択しなければならない。国内JPAルールなどではこの限りではなく、ブレイクエースを認めている。